# Hirsutella satumaensis
Hirsutella satumaensis är en svampart som beskrevs av Aoki 1957. Hirsutella satumaensis ingår i släktet Hirsutella och familjen Ophiocordycipitaceae.   Inga underarter finns listade i Catalogue of Life.